# Liste der Biografien/Galt
Liste der Biografien |
Portal Biografien |
Personensuche
# |
A |
B |
C |
D |
E |
F |
G |
H |
I |
J |
K |
L |
M |
N |
O |
P |
Q |
R |
S |
T |
U |
V |
W |
X |
Y |
Z |
?
 
Ga |
Gb |
Gc |
Gd |
Ge |
Gf |
Gh |
Gi |
Gj |
Gk |
Gl |
Gm |
Gn |
Go |
Gp |
Gq |
Gr |
Gs |
Gu |
Gv |
Gw |
Gy |
Gz
 
Gaa |
Gab |
Gac |
Gad |
Gae |
Gaf |
Gag |
Gah |
Gai |
Gaj |
Gak |
Gal |
Gam |
Gan |
Gao |
Gap |
Gaq |
Gar |
Gas |
Gat |
Gau |
Gav |
Gaw |
Gax |
Gay |
Gaz
 
Gala |
Galb |
Galc |
Gald |
Gale |
Galf |
Galg |
Galh |
Gali |
Galj |
Galk |
Gall |
Galm |
Galo |
Galp |
Galr |
Gals |
Galt |
Galu |
Galv |
Galw |
Galy |
Galz
Die Liste der Biografien führt alle Personen auf, die in der deutschsprachigen Wikipedia einen Artikel haben. Dieses ist eine Teilliste mit 20 Einträgen von Personen, deren Namen mit den Buchstaben „Galt“ beginnt.

## Galt
- Galt, Alexander Tilloch (1817–1893), kanadischer Politiker
- Galt, Caroline (1875–1937), US-amerikanische Klassische Archäologin
- Galt, Dean (* 1971), neuseeländischer Badmintonspieler
- Galt, John (1779–1839), schottischer Schriftsteller
- Galt, Malcolm Patrick (1929–2022), römisch-katholischer Geistlicher, Bischof von Bridgetown

### Galta
- Galtarossa, Rossano (* 1972), italienischer Olympiasieger im Rudern

### Galte
- Galter, Hannes Dietmar (* 1954), österreichischer Altorientalist
- Galter, Irène (1931–2018), italienische Schauspielerin
- Galtets, Teelke, letzte als „Hexe“ Verurteilte und Hingerichtete Ostfrieslands

### Galti
- Galtier, Christophe (* 1966), französischer Fußballspieler und -trainer
- Galtier, Francis (1907–1986), französischer Sprinter
- Galtier, Maud (1913–2014), französische Tennisspielerin
- Galtieri, Leopoldo (1926–2003), argentinischer Politiker, Mitglied der Militärregierung Argentiniens (1976–1983)

### Galto
- Galton, Francis (1822–1911), britischer Naturforscher und SchriftstellerFrancis Galton (1822–1911)

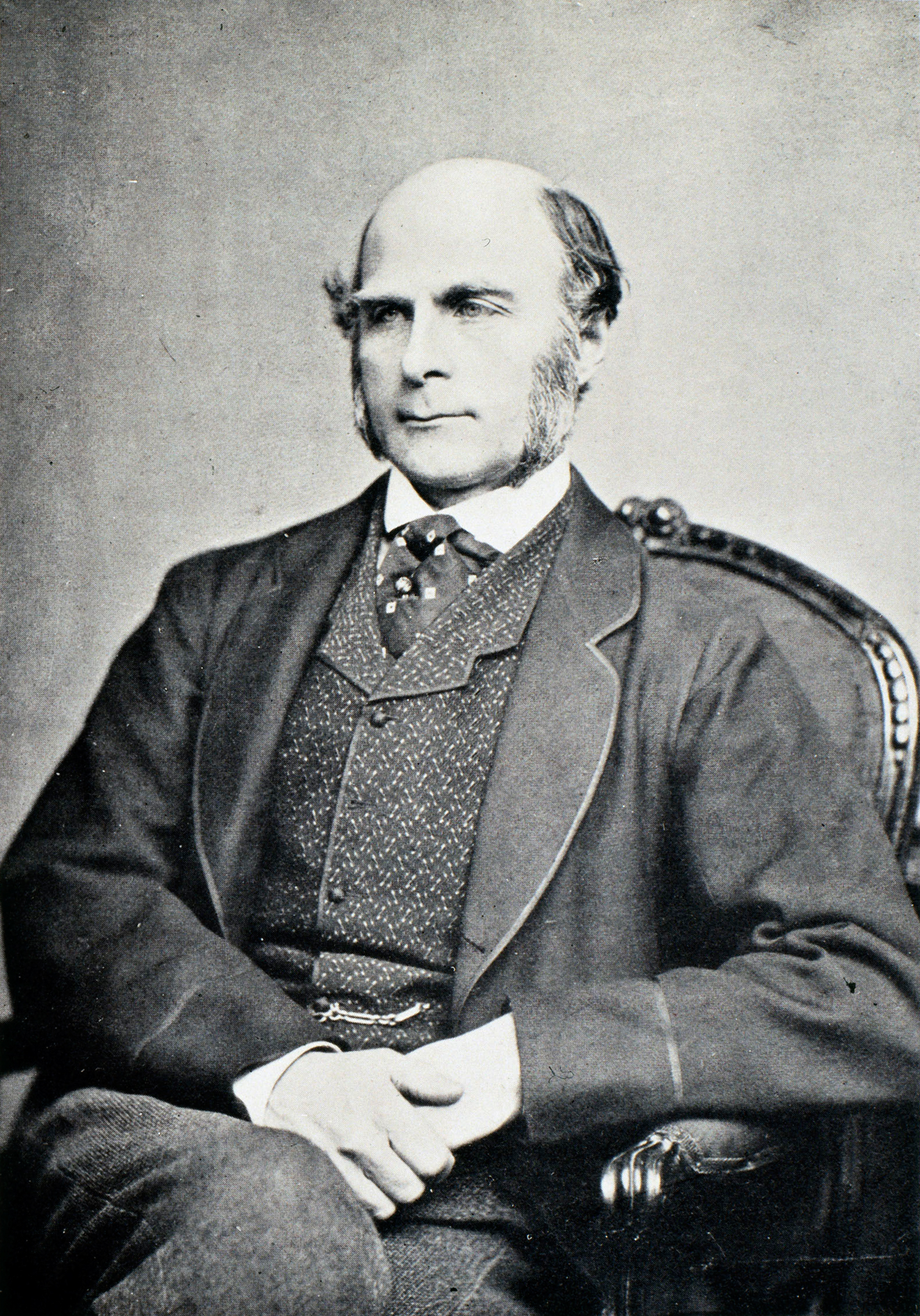
Francis Galton (1822–1911)

- Galton, Leah (* 1994), englische Fußballspielerin
- Galton, Peter (* 1942), britisch-amerikanischer Wirbeltierpaläontologe, spezialisiert auf Dinosaurier
- Galton, Samuel John (1753–1832), britischer Unternehmer und Wissenschaftler

### Galts
- Galtschew, Boris (* 1983), bulgarischer Fußballspieler
- Galtschew, Filaret Iljitsch (* 1963), russischer Unternehmer

### Galtu
- Galtung, Johan (1930–2024), norwegischer Politologe und Friedensforscher